# Fabricação sob demanda
A construção sob demanda ou manufacturing on demand (MOD) refere-se a um processo de manufatura em que os bens são produzidos apenas quando ou conforme são necessários. Isso permite escalabilidade e montagens ajustáveis dependendo das necessidades atuais do solicitante da peça ou cliente.
A fabricação sob demanda tem o potencial de afetar significativamente a indústria de manufatura, reduzindo os prazos de entrega e os custos.